# مونته‌رونی دی لچه
مونته‌رونی دی لچه (به ایتالیایی: Monteroni di Lecce) یک کومونه در ایتالیا است که در استان لچه واقع شده‌است.

## خصوصیات
مونته‌رونی دی لچه ۱۶ کیلومترمربع مساحت و ۱۳٬۸۹۵ نفر جمعیت دارد و ۳۵ متر بالاتر از سطح دریا واقع شده‌است.

## خواهرخوانده
شهرهای Lengnau و فارا فیلیوروم پتری خواهرخوانده‌های مونته‌رونی دی لچه هستند.